# Герхардсен, Мина
Мина Герхардсен (норв. Mina Gerhardsen, род. 14 сентября 1975, Осло, Норвегия) — норвежский политик от Рабочей партии.
Мина — дочь Руне Герхардсена и Туве Странд и внучка Эйнара Герхардсена. Замужем за Эйриком Овре Торшаугом.
Она возглавляла отделение Natur og Ungdom в Осло с 1993 по 1995 год, а в 1997 году была заместителем лидера Лиги рабочей молодёжи в Осло. Она получила кандидатскую степень в Университете Осло в 1998 году, а также имеет степень магистра педагогики с 2000 года и социально-экономической географии с 2003 года. С 1999 по 2002 год она работала неполный рабочий день журналистом в Dagsavisen и Dagbladet. Затем она работала в Норвежском Красном Кресте с 2002 по 2004 год, за исключением периода с 2003 по 2004 год в качестве журналиста в Mandag Morgen.
Она была нанята в качестве политического советника в канцелярии премьер-министра Норвегии в 2005 году, когда к власти пришёл Второй кабинет Столтенберга. В 2009 году она была повышена до государственного секретаря. В 2011 году перешла в Министерство культуры.